# Photo Booth
Pour les articles homonymes, voir Booth.
Ne pas confondre avec l'expression anglaise "Photo booth" traduite en "Cabine photographique"
Photo Booth est le nom d'un logiciel d'Apple inclus dans macOS et iPadOS (n'est plus disponible sous iOS pour les iPhones)  permettant de prendre des photos à partir d'une caméra iSight et d'appliquer des effets spéciaux.

## Histoire
En octobre 2005, le logiciel sort sur macOS offrant 40 effets spéciaux pouvant être appliqués aux photos.
Il est installé en standard sur les modèles iMac, MacBook et MacBook Pro, ces modèles offrant tous une caméra iSight et est distribué dans la dernière version du système d'exploitation : macOS 13 (Ventura).
Il est intégré à l'iPad depuis la mise à jour iPadOS 4.3 en mars 2011 et donc en standard sur l'iPad 2 et l'iPad mini. Sur la version mobile, Photo Booth offre 8 effets spéciaux.
En 2012, Apple rajoute la possibilité de partager les photos sur ses réseaux sociaux.